# Lijst van albums van Urbanus
Hieronder volgt een volledige lijst van albums van Urbanus, de stripfiguur van de hand van Urbanus en striptekenaar Willy Linthout.

## Albums
1. Het fritkotmysterie
2. De Hittentitten zien het niet zitten
3. Het papschoolgenie
4. Urbanus op Uranus
5. Het mislukte mirakel
6. De pretparkprutsers
7. Tegen de dikkenekken
8. De proefkonijnen
9. Het gefoefel met de zak
10. Ambras in de klas
11. De tenor van Tollembeek
12. Urbanus moet trouwen
13. Radio Salami
14. De geboorte van Urbanus
15. Het vlooiencircus
16. De krottenwijkagent
17. De kleine tiran
18. Het lustige kapoentje
19. Dieselman
20. Het kunstmatige weeskindje
21. De sponskesrace
22. De gesloten koffer
23. Urbanellalala
24. Het verslechteringsgesticht
25. De zeven plagen
26. De spellekeszot
27. De Jef Patatten-invasie
28. ...en ge kunt er uw haar mee kammen
29. De slavin van Tollembeek
30. Dertig floppen
31. De zes turven
32. Urbanus maakt reklame
33. Het oeuvre van Hors d'oeuvre
34. De vliegende goudrenet
35. De geforceerde Urbanus
36. Aroffnogneu
37. Dertig varkensstreken
38. Urbanio en Oktaviëtte
39. Leute voor de meute
40. De riolen van Tollembeek
41. De dochter van Urbanus
42. De depressie van Urbanus
43. Tomatenpuree
44. Een knap zwartje is ook niet mis
45. De vettige vampiers
46. Urbanus zijn snippelepipke rekt uit
47. De harem van Urbanus
48. De tirannie van Eufrazie
49. Nabuko Donosor loopt voor de voeten
50. De hete Urbanus
51. Vaarwel, Eufrazie!
52. De stiefmoeder van Urbanus
53. Game over!
54. De laatste dagen van Urbanus
55. De geest in de koffiepot
56. Kermis in de hel
57. De billendans
58. Een Eufrazie te veel
59. Het zwarte winkeltje
60. Miserie met oma Tettemie
61. Snoeperdepoep
62. Primo ballerino
63. De ringelingterrorist
64. De gediplomeerde soepkip
65. Het geheim van de pastoor
66. De getikte struisvogel
67. De vergeten Willy
68. Kiekebanus
69. Holleke Bolleke
70. De tutterbende
71. Het aangenaaide oor
72. Vers gebakken poetsen
73. Humorosaurus Rex
74. Snotneus in love
75. De worstenwurger
76. De allesweters
77. Meneer en madam Stoef
78. De facelift van Urbanus
79. De ezel van Frankenstein
80. De blikken dozen soap
81. Het bronzen broekventje
82. De flopschepper
83. Het ei van Urbei
84. Onderbroekje en de wolf
85. Kogels en jarretels
86. Ferm gedraaide loeren
87. De wraak van Boemlala
88. Nul-op-zijn-rapport-man
89. De harige meisjeszot
90. De laatste Hollander
91. De aanval van Zwakattack
92. De yellow kid
93. Teevee Hupsakee
94. De griezelbiggetjes
95. Het oud zot
96. De zwarte maagd
97. De zabberlipgekte
98. De telelover
99. De kwelgeesten
100. De Buljanus-dreiging
101. De gepeperde paus
102. De lapjesman
103. De sneeuwpretvedette
104. Herman en Hermien
105. Floepie snoepie
106. De centjesziekte
107. Het ongeluk van Odilon
108. In de ban van de spin
109. Manneken Pils
110. De Glanskonten
111. Urbanus aan de haak
112. Het rattenkamertje
113. Het gat van de duivel
114. De zielenzuiger
115. Cesar, de bosfopper
116. De luierfabriek
117. Tien kleine nonkeltjes
118. Harpo en Harpy
119. 't Is weer proper!
120. Rachidje is plat
121. Wieske valt van haar Suuske
122. De peperbollenkuur
123. De roze Urbanus
124. Het Freddy-effect
125. De toverkol van Tollembeek
126. Urb en Anus
127. Bak toe de roets
128. Wat voorafging
129. De 3D-bielen
130. De slungel van de jungle
131. Het onbestaande avontuur
132. De lelijke slaper
133. Lokerse paardenworsten
134. Urbanus bij de Chiro
135. Verboden te roken
136. De killerkok
137. Het dilemma van Cesar
138. Ghostprutsers
139. De Ghostprutsers gaan verder
140. De fluwelen grapjas
141. De gouden bedpan
142. De teerputten van Tollembeek
143. De Biervissen
144. De spacevarkens
145. De puntmutsplaag
146. Het pinneke van Pinnekeshaar
147. Pedo-Alarm
148. De spiegelkoppen
149. De cesar van Cesar
150. Urbanus verovert de wereld
151. Het verbeterde testament
152. De gouden pauwels
153. De liegende leugendetector
154. Psychiatergeflater
155. De gedroomde kans
156. De advocaat van de duivel
157. Whoehaha
158. De afgedankte stripfiguren
159. Het poesje Van Pussy
160. Juul Crapuul
161. De gemolken duiven
162. Het gaat bergaf
163. Retteketettekenetteke
164. De schrikkeljarige
165. De muzikale rits
166. Als hulppietje
167. De razende Matot
168. De asielvinders
169. Het gewassen brein
170. Oedipussy
171. De sprekende portretten
172. Miss Slons
173. Amedee stopt ermee
174. Jezuf Van Nazareth
175. Het Patatje van Patat
176. De zweetvoetmannen
177. De levende blokjes
178. De vrolijke paastragedie
179. De dikke vamp Amel
180. Kermis in de broek van Urbanus
181. De vliegende kerktoren
182. Het billenknijpertje
183. Urbanov Protski
184. De fluorescerende schoolreis
185. Het geleende kunstgebit
186. Urbanus voedt zijn eigen ouders op
187. De kubuskakkers
188. De 1 aprilvissers
189. De stalkende creep
190. Het drama van Wortelana
191. Hotdogs en babyborrels
192. De vuilzakmeppers
193. De blussers van Tollembeek
194. De verloren vijs
195. Neppergem
196. De ontschepper
197. Godzijdank Kattengejank
198. Rocco, de spokende clown
199. De Krimptoeter
200. Het laatste avontuur
201. Het allerlaatste avontuur

### Buiten de reeks
- Urbanus Specia(a)l: LOOOOOOOVE
- Urbanus Specia(a)l 2: Griezelen met Urbanus
- Urbanus Specia(a)l 3: Bim Bam Beieren
- Urbanus Specia(a)l 4: Halleluja
- Urbanus Specia(a)l 5: In Space
- Urbanus Specia(a)l 6: Terug naar school
- Urbanus Specia(a)l 7: Spiegeltje spiegeltje
- Urbanus Specia(a)l 8: Volle luier
- Urbanus Specia(a)l 9: Hup Holland hup!
- Eerste onnozele spelletjesboek
- Tweede onnozele spelletjesboek
- Urbanus in de hoek
- De lege vuilnisbak (uit: Familiestripboek 1987)
- Urbanus Wintertenenboek
- Urbanus tweede wintertenenboek